# Cenizas del cielo
Cenizas del cielo és una pel·lícula espanyola del 2008, reivindicativa i amb missatge ecologista, dirigida per José Antonio Quirós, qui persevera amb la denúncia social iniciada amb Pídele cuentas al Rey. Es tracta d'una història sobre "llocs impossibles" i "la incapacitat de l'home per a vèncer el progrés". Està rodada a la vall de La Ribera, Gijón, Mieres, Morcín i Oviedo.

## Sinopsi
Pol Ferguson és un escocès aventurer que viu d'escriure guies turístiques recorrent Espanya en una autocaravana. Mentre visita el Nord d'Espanya per acabar la seva última publicació sobre Astúries, de la que només té referències per la princesa i un pilot de Fórmula 1, es queda tirat a Valle Negrón, prop d'una central tèrmica. Això el duu a fer-se amic de Federico, un pagès que creu que ala central tèrmica, que contamina la vall, haurà de tancar gràcies al protocol de Kyoto. Gràcies a Federico coneix la vida dels habitants de la vall: Cristina, una dona amb dos fills, una parella que creu que no pot tenir fills per culpa de la central, un miner prejubilat obsessionat amb el golf, i un pescador que pesca de tot excepte peixos. A poc a poc, Ferguson s'implicarà en la lluita de Federico contra la central tèrmica.

## Repartiment
- Celso Bugallo	...	Federico
- Gary Piquer	...	Paul Ferguson
- Clara Segura	...	Cristina
- Beatriz Rico	...	Tati
- Fran Sariego	 ...	Mario
- Txema Blasco	...	Manolo
- Eduardo Antuña ...	Raúl

## Recepció i premis
La pel·lícula, que tenia un pressupost de 1.750.000 euros, va rebre una subvenció de 400.000 euros de la Junta General del Principat d'Astúries i el suport de TVE, TV3 i els ajuntaments de La Ribera, Gijón i Mieres.
Va guanyar el Gran Premi Toyota Herat, el segon més important del Festival Internacional de Cinema de Tòquio i fou nominat al Goya al millor guió original.